# Чораян, Ованес Григорьевич
Ованес Григорьевич Чораян (18 июля 1938 — 20 октября 2021) ― учёный-нейрофизиолог и нейрокибернетик, доктор биологических наук, профессор, Заслуженный деятель науки Российской Федерации (1991).

## Биография
Ованес Григорьевич родился 18 июля 1938 года в селе Крым, Мясниковского района, Ростовской области.
В 1960 году окончил Ростовский государственный медицинский университет. Работал в Ростовском государственном университете, прошёл путь от аспиранта до профессора, проректора по научной работе. Ованес Григорьевич Чораян в 1968 году защитил докторскую диссертацию. В 1971 году был утверждён профессором кафедры физиологии человека и животных Ростовского государственного университета.
О. Г. Чораян принимал участие в международных съездах по нейрофизиологии, психофизиологии, нейрокибернетике, математическим проблемам биологии.
Ованес Григорьевич — автор более 500 научных публикаций, в том числе более 25 монографий, учебников и учебных пособий (по физиологии, биокибернетике, биоматематике и т. д.).
О. Г. Чораян опубликовал книгу «Становление и развитие интеллекта» в 2003 году совместно с сыном Григорием. Работа Ованеса Григорьевича под названием «Психофизические парадигмы интеллекта» также совместно с сыном, Г. О. Чораяном, была опубликована в 2014 году.
Скончался 20 октября 2021 года.

## Основные публикации
- Вероятностные механизмы нервной деятельности. Ростов-на-Дону, 1980. ― 176 с.(совм. с А. Б. Коганом)
- Размытые алгоритмы мыслительных процессов. Ростов-на-Дону, 1979. ― 159 с.
- Концепция вероятности и размытости в работе мозга. Ростов-на-Дону, 1987. ― 156 с.
- Процесс принятия решения. Ростов-на-Дону, 1988. ― 127 с.
- Информационные процессы в биологических системах. Ростов-на-Дону, 1981. ― 150 с.
- Кибернетика центральной нервной системы. Ростов-на-Дону, 1994. ― 141 с.
- Элементы теоретической нейрофизиологии. Ростов-на-Дону, 1992. ― 174 с.
- Естественный интеллект. Ростов-на-Дону, 2002. ― 151 с.
- Психофизиологическая парадигма интеллекта. Ростов-на-Дону, 2004. ― 119 с. (совм. с Г. О. Чораяном).
- Становление и развитие интеллекта. Ростов-на-Дону, 2003. ― 160 с. (совм. с И. О. Чораян).
- Физиология человека (учебник под ред. В. М. Покровского, Г. Ф. Коротько) М., 1 изд. 1977, 2 изд. 2003. ― 655 с.
- Развитие биологической реакции. Ростов-на-Дону, 2004. ― 72 с. (совм. с Г. А. Кураевым)

## Достижения
- Медаль «За трудовую доблесть»;
- Заслуженный деятель науки Российской Федерации (1991);
- Доктор биологических наук (1968);
- Профессор;
- Награждён почётным знаком «Отличник высшей школы»;
- Действительный член Российской академии естественных Наук (1992);
- Действительный член Международной академии информатизации (1993);
- Государственная научная стипендия (1994, 1997);
- Научное открытие в области нейроинформатики (1995);
- Член редакционного Совета журналов «Известия учебных заведений Северо-Кавказского региона. Естественные науки», «Валеология», международного журнала «BUSEFAL» (Франция);
- Член Международной Ассоциации по кибернетике;
- Член 2 диссертационных Советов;
- Председатель Оргкомитета X и XI Международных конференций по нейрокибернетике (1992, 1995);
- Член Оргкомитета Международной конференции по размытой логике (США, Сан-Франциско, 1995);
- Член Международной конференции по размытому нейрокомьютингу (Венгрия, Будапешт, 1996).